# ديفيد هندرسون
ديفيد هندرسون هو سياسي كندي، ولد في 18 فبراير 1841، وتوفي في 7 ديسمبر 1922 في كندا. حزبياً، نشط في حزب كندا المحافظ. وقد انتخب عضو مجلس العموم الكندي.